# Ґо Шоуцзін
Ґо́ Шоуцзі́н (кит.: 郭守敬; піньїнь: Guō Shǒujìng; 1231 — 1316) — визначний китайський астроном, математик, гідроінженер часів династії Юань.

## Життєпис
Народився у 1231 році у м. Сінтай, сучасна провінція Хебей. Його батьки невідомі, а його дідом по батькові був Ґо Юн, знавець канонічних текстів і вчений, який займався широким спектром природничих проблем. Під впливом свого дідуся ще хлопчиком Ґо Шоуцзін став цікавитися математикою, астрономією і гідравлікою.
У 1245 років Ґо Шоуцзін побудував вдосконалену клепсидру, назвавши їм «клепсидрою квітки лотоса» (лянь хуа лоу), оскільки вершина її приймального резервуара була виконана у формі квітки лотоса. У 1251 році він уже працював гідроінженером. У 1251 році за дорученням уряду династії Юань він керував проектом відновлення старого моста на річці Дахоцюань (на північ від м. Сіньчжоу, провінція Хебей).
У 1260 році Ґо Шоуцзін супроводжував у Дамін свого друга Чжан Веньцяня, який був посланий туди Хубілай-ханом, щоб втихомирити народні хвилювання. У тому ж році Чжан Веньцянь рекомендував його Хубілай-хану як спеціаліста з іригації. Незабаром Ґо Шоуцзіна було призначено керуючим гідротехнічними роботами в області між Даду (нині Пекін) і Жовтою річкою. Щоб забезпечити Даду водою, Ґо Шоуцзін знайшов у горах Шеньшань джерело Байфу і побудував канал довжиною 30 км, який підводив воду до Даду. Проривши ще декілька каналів, він об'єднав у єдину систему басейни найближчих річок, що дозволило ефективно регулювати їх водні рівні. Бачачи успішне вирішення Ґо Шоуцзіомн намічених проектів, Хубілай запропонував йому вжити розпочати роботи в інших частинах країни.
У 1264 році Ґо Шоуцзіну довелося відновлювати систему іригації у провінції Ґаньсу, що постраждала під час війни.
У 1276 році Хубілай доручив Ґо Шоуцзіну заснувати спеціальне бюро, завданням якого було проведення астрономічних спостережень для розробки нового календаря. У 1279 році Ґо Шоуцзін став працювати в Императорській обсерваторії в Даду, директором якої був Чжан Веньцянь.
У 1283 році після смерті Чжан Веньцяня, Ґо Шоуцзіна було призначено директором Імператорської обсерваторії. Водночас, у 1292 році, він очолив Бюро водних робіт і на цій посаді здійснив декілька гідротехнічних проектів. Сконав Ґо Шоуцзін у 1316 році у м. Даду.

## Наукові розробки
Необхідність точних обчислень координат і траєкторій Сонця і Місяця на «небесній сфері» привела Ґо Шоуцзіна до вивчення геометричних фігур на сферичній поверхні. В результаті Ґо Шоуцзін заклав основи китайської сферичної тригонометрії, специфіка якої полягала у відсутності основних тригонометричних функцій типу синуса, косинуса і інш. Враховуючи нерегулярність видимого руху Сонця, щоб обчислити його швидкість, Ґо Шоуцзін використовував рівняння четвертого ступеня і метод, винайдений спочатку Лі Чуньфеном в епоху Тан і еквівалентний сучасному «методу кінцевих різниць».
Оброблення астрономічних даних була завершено у 1280 році, коли Ґо Шоуцзін обчислив довжину тропічного року з точністю в межах 26 секунд. У 1261 році представлено новий календар Шоу-ши-лі, який згодом залишався у вживанні протягом 364 років. Цей календар за точністю тропічного року дорівнює григоріанському, що з'явився на 300 років пізніше.
Ґо Шоуцзін відомий як розробник численних астрономічних інструментів. У Даміні у 1260 році він побудував свою першу армілярну сферу. Спираючись на китайські та арабо—мусульманські астрономічні традиції, у 1270 році він створив торкветум цзянь і («спрощений прилад»), що має, на відміну від арабо—мусульманських торкветумів, не екліптичну, а екваторіальну систему координат. Проникнення знання про цей пристрій в Європу призвело трьома століттями пізніше до появи там екваторіальної астрономії. Щоб успішно здійснити завдання розробки календаря Шоу-ши-лі, Ґо Шоуцзін побудував 17 нових астрономічних інструментів. З них 13 були стаціонарними і призначалися для установки в столиці Даду, а решта — портативними та могли бути встановлені в будь-якому місці, необхідному для досліджень. При їх створенні він використовував багато конструктивних нововведень. Так, на гномоні, щоб зробити його більш точним, Ґо Шоуцзін прикріпив пластину з крихітним отвором, через який міг проходити промінь світла.
На місці, де раніше розташовувалася Чжоугунская обсерваторія (околиці Денфен, провінція Хенань), він побудував спостережну вежу, яка була обладнана гномоном 13,33 м заввишки, що було у 4 рази вище, ніж ті, що використовувалися на той час.
Ґоу Шоуцзін побудував також пристрій, що поєднує в собі клепсидру і небесний глобус.

## Твори
Жодного з його творів не збереглося, за винятком «Шоу-ши-лі і цзин» (Канон пояснення «Календаря робіт і днів»), де дається опис розробленого ним календаря Шоу-ши-лі («Календар робіт і днів»).